# Antella
Antella és un municipi del País Valencià situat a la comarca de la Ribera Alta. Limita amb Alberic, Alzira, Càrcer, Cotes, Gavarda i Sumacàrcer.

## Etimologia
El nom Antella té un origen preromà; prové de la forma llatina ANTAE, que significa “barrera”. La forma diminutiva d'ANTAE, ANTICULA, que durant l'edat mitjana degué donar el nom actual, mitjançant l'evolució Anticula > Anticla > Antilla > Antella. L'emplaçament de la localitat explica el seu significat, lloc on acaba el camí. Existixen altres localitats amb un orige toponímic anàleg, com ara el municipi valencià d'Andilla, a la Serrania, o a la localitat italiana d'Antella, a tocar de Florència. Si avui el poble no fa honor al seu nom és perquè en la dècada dels anys quaranta del segle xx es va obrir una carretera per a permetre construir el Pantà de Tous. El nom d'Antella no figura en el Llibre del Repartiment de Jaume I, però sí que el trobem documentat a les Ordenances de 1350 de la Séquia Reial del Xúquer, article 14: “… lo açut de la cequia damunt dita, lo qual es appellat lo açut de Antella”.
En recent investigació tot apunta que el topònim va ser originat per la construcció del "dantell" per a la Séquia Nova d’Alzira, a finals del XIII, que s'aferma durant la primera meitat del segle XIV arrelat al lloc que el va fer nàixer, l’orografia que els humans empraren per alterar el curs de l’aigua i contrafer el riu amb artefactes dels segles XII i XIII, que no serien els mateixos que en el XV o XVI. Amb el temps, els dantells evolucionaren al sistema de comportes alçades de manera mecànica. A la Casa de Comportes d'Antella al segle XVIII hom podia alçar i baixar els portells mitjançant un sistema de cadenes. Llavors, en entrar en desús el sistema dentat, el dantell es va confondre amb la fesa, portell tancat entre les antes (o antelles) de pedra que servien per contindre l’element mòbil de fusta. El mot antella se salvaria gràcies a l’haver quedat fixat en la toponímia popular.

## Geografia
Situat entre el riu Xúquer i els contraforts de la serra Martés. La superfície del terme és molt accidentada, llevat d'una estreta franja de la ribera del Xúquer. Les principals altures són: la Lloma Llarga (312 msnm), Moreres (221 msnm) Cantalars i Rodeno. El riu Xúquer que creua el terme de nord-oest a sud-est i marca el límit amb el terme de Sumacàrcer. En les parts muntanyenques del terme hi ha pinedes molt disseminades i pastures.
El poble està situat en el marge esquerre del Xúquer, al peu de la muntanya Creueta Alta, nom que rep per estar coronada per una creu de ferro.

## Història
- Les primeres referències de poblament són les restes d'un poblat iber on encara hi ha llenços de la muralla i on s'ha trobat abundant ceràmica. La fundació és àrab i té el seu origen en un poblament anomenat Xarquia que fou abandonat pels seus moradors a causa de les contínues avingudes del Xúquer i el traslladaren a l'actual emplaçament. Jaume I va conquistar-la. Martí I va vendre, l'any 1408, a Joan Gascó el terç delme del pa, del vi i d'altres drets sobre el lloc d'Antella, amb la Xarquia, Rafelet i Tribus. L'any 1467 Joan II va vendre al seu nou senyor, Miquel Joan Cervató la suprema jurisdicció civil i criminal, sobre eixos llocs. L'any 1568 es va concedir al cavaller Miquel Salvador el títol de baró d'Antella. Eixe títol el van posseir les famílies Dassió, Ferrer de Pròxita, Roca, Ortís de Rodrigo i Rovira. El 1609 van ser expulsats els seus habitants moriscs, i el seu senyor, l'any 1610, atorgà carta pobla a 57 nous pobladors, als quals obligava a pagar un elevat tribut en fruits.
- Segle XVI: El riu Xúquer, durant la riuada del 27 de setembre de 1517, enderrocà 31 cases a la localitat veïna de Sumacàrcer i arrasà el llogaret d'Alcosser. El 4 d'abril de 1525 els moriscos d'Antella foren batejats per la força de les armes. L'any 1574 l'església d'Antella és nomenada parròquia, comptava amb 120 cases amb cristians nous.

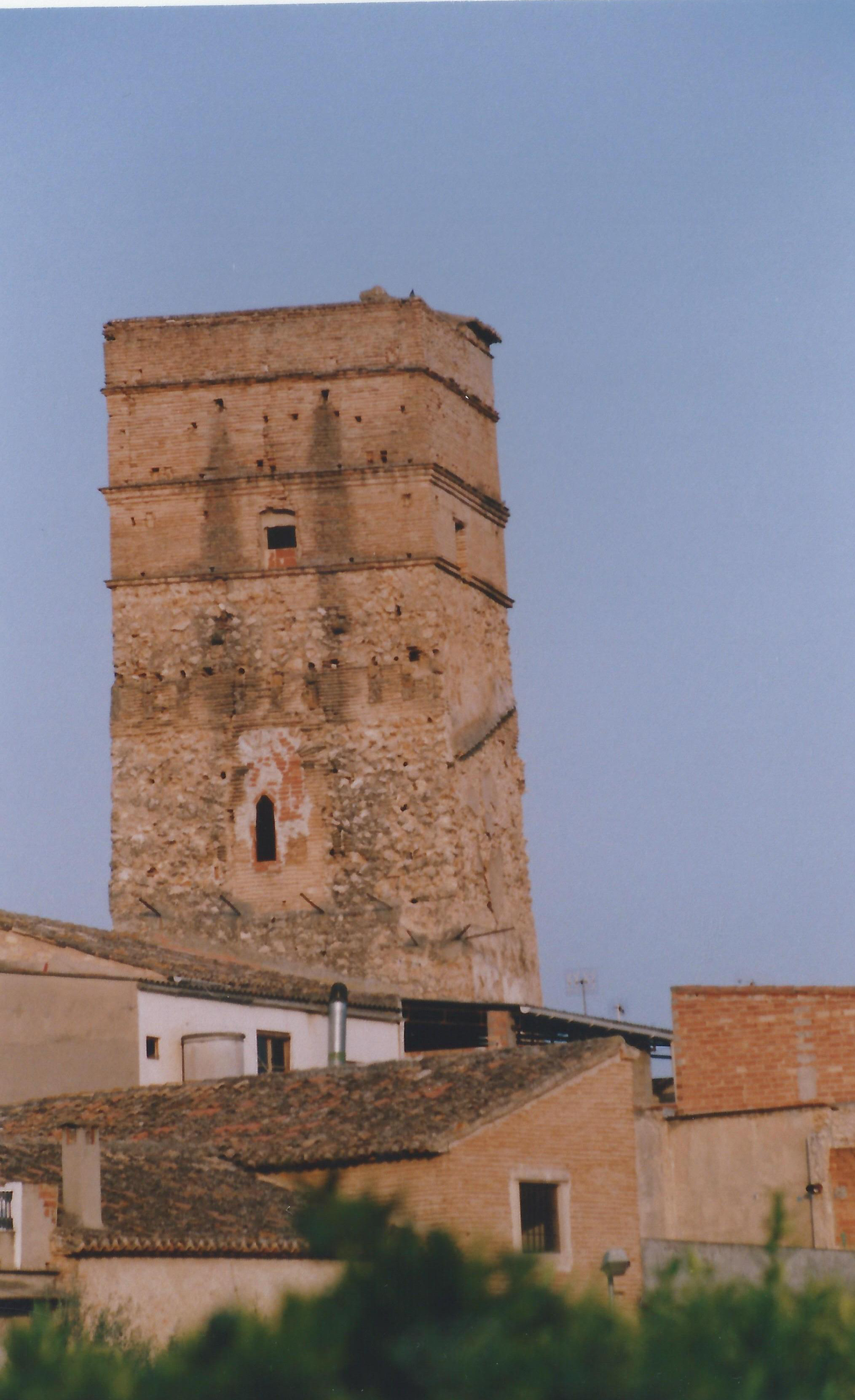
Torre àrab d'Antella

- segle xviii: El 5 de maig de 1704 el capellà Vicent Esteve col·locà i beneí la primera pedra de l'església parroquial que es va construir sobre els fonaments de l'antiga mesquita musulmana. El 14 de novembre de 1716 una nova riuada del riu Xúquer inundà Antella amb una alçada superior als quatre pams. Hom hagué de desallotjar les cases veïnes al riu. El segon dia del mes de juny de 1722, durant la festivitat del Corpus Christi es va procedir a beneir la nova església edificada, tot traslladant-hi el santíssim sagrament que es custodiava al Palau Senyorial. El 20 d'octubre de 1725 començà a funcionar una nova barca per travessar el riu entre Antella i el camí de Sumacàrcer. El 1766 els veïns volien fer venda lliure de mercaderies, però el senyor va aconseguir que el Reial Acord fera complir els capítols de població. El Dia 25 de novembre de 1754 la Reial Audiència de València, després d'haver sentit el Fiscal i el marqués d'Ariza (propietari del lloc de Cotes), va concedir a Agnés Ferrer de Proxita (VII Baronessa d'Antella), permís per posar una barca per al trànsit de gent entre Antella i Cotes, amb el dret per al barquer de cobrar el salari necessari per a la seua subsistència. Es començà a construir la barca adequada i quan ja estava finalitzada, el dia 13 de març de 1755, el senyor de Sumacàrcer s'oposà al permís atorgat i presentà un plet contra el senyor d'Antella en la Reial Audiència de València. El senyor d'Antella, amb la barca construïda l'hagué de deixar al riu sense utilitzar-la fins a l'aclariment del plet, el qual es resolgué a favor seu en data 21 d'octubre de 1756, que li concedia el dret a utilitzar la barca per al trànsit de passatgers, cavalleries i carruatges entre Antella i Cotes. El 30 de juliol de 1775 a l'empara d'un reial acord que autoritzava l'assemblea, els propietaris dels pobles d'Alberic, Alcosser, Gavarda i Antella es reuniren a Alberic per plantejar un plet contra els seus respectius senyors, als quals es negaven a pagar els impostos i les particions dels fruits, sota la representació de l'advocat Donís i Antoni Lloret. Com a propietaris residents a Antella, hi assistiren Joan Pau Frígols, Jaume Sanchis, Josep Inglés, Joaquim Crua, Antoni Torres, Miquel Faura i Vicent Pardo. El 4 d'octubre de 1779. La riuada de Sant Francesc, del dia 4 d'octubre de 1779, ocasionà que els carrers d'Antella paregueren rius i l'església s'omplí d'aigua. A les 5 hores de l'endemà va parar de ploure, però el riu Xúquer se n'havia eixit del caixer. També el riu Albaida ocasionà grans danys en les cases i el conreu de l'arròs, especialment en el poble d'Alcosser, poble situat entre Gavarda i Alberic. Dos anys més tard, enfront de les constants riuades que l'inundaven, la població d'Alcosser fou abandonada per complet, després de la riuada de l'1 de setembre de 1781. El dia 2 d'octubre de 1785 fou instal·lat el rellotge al campanar pel mestre rellotger de Canals, Cristòfol Sanchis; la instal·lació va costar 104 lliures, i 46 lliures amb 16 escuts, una despesa que va ser sufragada amb almoines dels veïns. El dia 14 de juny de 1792, el Botànic Cavanilles passà per Antella; provenia de Rotglà, des d'on passà per la Vall Farta, on travessà Sellent, Càrcer, Alcàntera i Beneixida. Passà la barca per arribar a Gavarda i continuar fins a Antella, Des d'ací es dirigí, tot creuant la barca, a Sumacàrcer, on pernoctà. A l'endema observà la Vall Farta i visità els assuts i les séquies de Carcaixent i Escalona i tornà a pernoctar a Sumacàrcer.
- Cens de Floridablanca. El 16 de novembre de 1786 Antella tenia un cens de 688 habitants, dels quals 175 eren hòmens fadrins, 174 dones fadrines, 145 hòmens casats, 174 dones casades, 11 hòmens vidus i 27 dones vídues. Per edats, 143 eren menors de 7 anys (66 xiquets i 77 xiquetes), 129 xiquets d'entre 7 i 16 anys (61 xiquets i 68 xiquetes), 118 jóvens d'entre 16 i 25 anys, 179 persones entre 25 i 40 anys, 62 persones entre 40 i 50 anys i 57 persones amb més de 50 anys.
- Segle XIX: El dia 1 de juliol de 1808, l'exèrcit francés del Mariscal Bon-Adrien Jeannot de Moncey arribà a Antella, tot fugint del cercle que li havien preparat quan atacava la ciutat de València. Moncey ordenà tancar les comportes de la Séquia Reial per augmentar el cabal del riu Xúquer aigües avall. Això impediria que els seus perseguidors pogueren travessar el riu per atacar-lo pel seu flanc esquerre. Un cop passat el seu exèrcit a l'altra banda del riu Xúquer, seguiria el camí de Sellent per enllaçar amb el Camí Reial, en direcció a Almansa (sense saber-ho, el mariscal francés ha seguit la mateixa ruta que el rei Jaume I va fer l'any 1244 per conquerir el castell de Xàtiva). A la vesprada, el general Llamas, provinent de Xiva, arriba a Alzira, on es troba amb el comte de Cervellon, que ha arribat des d'Almansa. Llavors ja sabrien que el mariscal Moncey havia aconseguit escapar de la tenalla. Ell i el seu exèrcit, plàcidament, avançaven cap a Madrid.
- L'Escriptura de redempció del senyoriu d'Antella. El 26 de gener de 1859 veïns d'Antella, mitjançant acta notarial, acorden pagar al comte de Ròtova l'últim baró d'Antella la quantitat de 400.000 reials de velló en compensació pels més de 20 anys que no li havien pagat les rendes (des de 1835) i perquè renunciara als drets que la casa comtal de Ròtova tenia sobre la baronia d'Antella. Antella, igual com la resta de pobles de la Ribera, abandonava el feudalisme que s'havia mantingut des del segle xiii, i acollia el liberalisme, fins avui.[3]
- Segle XX: Durant la Guerra del 1936-1939 iniciada amb la rebel·lió militar del 19 de juliol de 1936, Antella, com la seua capital, València, va romandre fidel al govern de la República. Durant el conflicte hi moriren 21 veïns al front. Tots ells en l'Exèrcit Popular de la República, tot comptant-hi un afusellat que passaria a ser l'única víctima reconeguda pel règim del dictador Franco. Al llarg del primer any de la guerra no hi va haver cap mort al municipi d'Antella. Segons com avançava la guerra augmentarien les víctimes, tal com manifesta la següent seqüència cronològica: cinc morts el 1937, set morts el 1938 i vuit morts el 1939, més una víctima amb data desconeguda. Crida l'atenció que dels vint-i-un morts documentats, vuit hi moriren en les últimes setmanes de la guerra, entre gener i març de 1939. La guerra va concloure de manera formal el dia 1 d'abril de 1939.[4]

- El 20 d'octubre de 1982 el trencament de la presa de Tous va ocasionar una pantanada que va afectar greument la població i la seua economia agrària.

## Antellans cèlebres
- Frederic Sanchis. Nascut a Antella el 28 d'agost de 1745, fill d'Agustí i Mariana, fou doctor en jurisprudència, exercí l'advocacia a la ciutat de València i fou tresorer de l'Hospital Provincial de València. Va escriure una obra al voltant de l'arròs, publicada l'any 1809, any en què va faltar, a l'edat de 64 anys.[5]

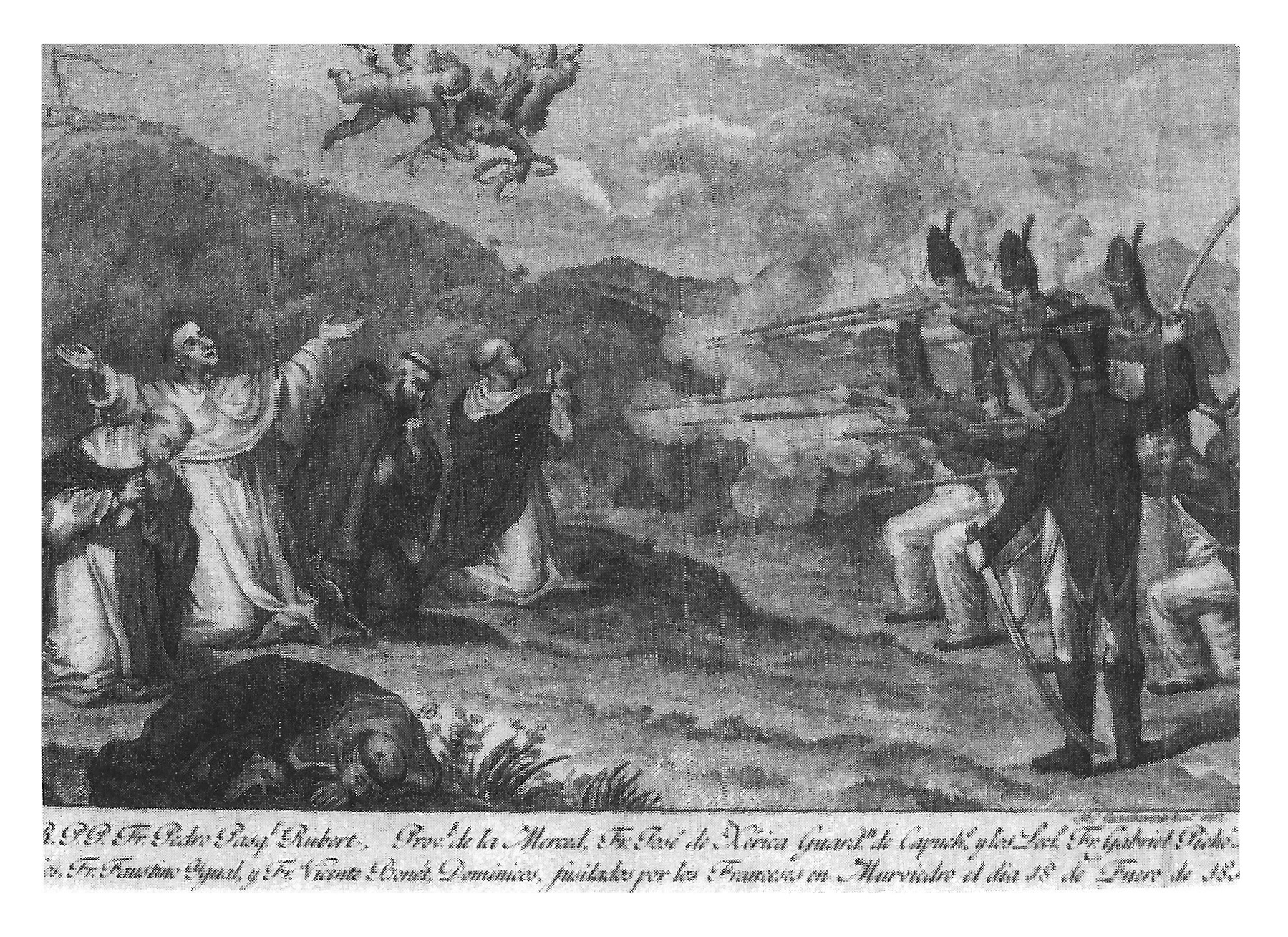
La mort dels molts reverends pares afusellats pels francesos a Morvedre, 1812

- Francisco Andrés Crua. Va nàixer a Antella l'any 1780. Segons l'estudi fet per Adela Espinós es desprén que a l'abril de 1792, a l'edat de 12 anys, ja estava estudiant a l'Acadèmia de Belles Arts de València. En 1798 aconseguí el primer premi de la tercera classe de l'Acadèmia valenciana amb els dibuixos de l'estàtua d'El Faune Albogués i de l'escultura d'Apolino de Médecis. L'any 1801 va aconseguir el primer premi i una beca de 20 pesos pel llenç “Sant Jeroni és assotat en el tribunal de Jesucrist per haver-se entregat en excés a la lectura de Ciceró”. L'any 1804 guanyaria el primer premi de la primera classe i una beca de 40 pesos per la seua obra més coneguda “Colom davant els Reis Catòlics” conservada al Museu de Belles Arts de València, a la sala d'acadèmics. Francisco Andrés Crua va faltar l'any 1835 als 55 anys. No són moltes les obres que queden del nostre artista, però tot fa pensar que gran part de la seua producció o bé s'ha perdut o bé que diversos quadros i dibuixos per a gravats atribuïts a altres pintors siguen seues o, inclús, que diversos gravats o pintures seues romanguen en col·leccions privades i es mantinguen encara inèdites o desconegudes. Però sí que tenim diversos dibuixos per a gravats, en els quals el pintor antellà mostra un estil diferenciat del que presentava en els exercicis de l'Acadèmia que eren del gust classicista amb ressonàncies del llavors anacrònic Barroc. En els gravats, Andrés Crua mostra uns traços més d'acord amb l'art que en el seu temps s'estava difonent per tot Europa, el Romanticisme. Entre els gravats realitzats per Crua cal destacar “La mort dels molts reverends pares afusellats pels francesos a Morvedre (Sagunt) de 1812, que segons la historiografia tradicional va poder servir d'inspiració per a la pintura que Francisco de Goya va realitzar en 1814, “Els afusellaments del tres de maig a Madrid”. També cal ressenyar els gravats que va realitzar per il·lustrar l'obra de José Cadalso, “Noches lúgubres” en la seua edició de l'any 1817.[6]

- Francisco Lozano Sanchis. Va nàixer a Antella, el 19 de setembre de 1912. A l'edat de 16 anys cursà estudis en l'Escola Superior de Belles Arts de Sant Carles de València. En 1941 s'instal·la a Madrid i a l'any següent participa en l'Exposició Nacional de Belles Arts. En 1946 començarà la seua etapa monocromàtica i anti-tradicional front a les influències de Joaquim Sorolla. Comença a viatjar per Europa. En 1948 obté la segona medalla de l'Exposició Nacional de Belles Arts. A la Biennale de Venècia de l'any 1951 obtingué la Primera Medalla. Fou becat pel govern francés per ampliar els seus estudis a París. En 1952 obtindrà la primera medalla de l'Exposició Nacional de Belles Arts. Tres anys més és nomenat acadèmic de número de la Reial Acadèmia de Belles Arts de Sant Carles, a València, i exercirà de Catedràtic de colorit a l'Escola Superior de Belles Arts, València. En 1965 és nomenat "Fill Predilecte" d'Antella. En 1975 participarà en la Contemporary Spanish Figurative Painting, a l'Spanish Institute of New York (EUA) L'any següent és nomenat acadèmic numerari de la Reial Acadèmia de Belles Arts de Sant Ferran, a Madrid, en la qual ingressarà l'any 1978. Un any abans havia demanat l'excedència per a dedicar-se a pintar de manera exclusiva. La ciutat de Xàtiva el nomenarà "Fill adoptiu" l'any 1983. Des de llavors, els reconeixements li vindran de totes bandes: Acadèmic d'Honor de la Reial Acadèmia de Belles Arts de Sant Carles, a València; nomenament com a membre del Consell Valencià de Cultura; medalla d'or al mèrit en les Belles Arts per la Reial Acadèmia de Belles Arts de Sant Carles; acadèmic de número de la Real Acadèmia de Cultura Valenciana; medalla d'or del Cercle de Belles Arts de València, etc. Mentrestant, el poble d'Antella també va reconéixer el geni del pintor fent-li un homenatge l'any 1985. En 1992 Lozano va exposar a l'IVAM de València i va participar en la Fira Arco, a Madrid. Cinc anys més tard, l'Ajuntament de València li va dedicar un carrer. L'any 2000, l'any de la mort de “Paco, el pintor”, com era conegut a Antella, València li reté un últim homenatge, tot dedicant-li a la platja del Saler el “Passeig del pintor Francisco Lozano”.

## Demografia
| 1990  | 1992  | 1994  | 1996  | 1998  | 2000  | 2002  | 2004  | 2006  | 2007  | 2011  |
| ----- | ----- | ----- | ----- | ----- | ----- | ----- | ----- | ----- | ----- | ----- |
| 1.672 | 1.621 | 1.610 | 1.558 | 1.533 | 1.488 | 1.508 | 1.498 | 1.427 | 1.526 | 1.454 |

## Economia
L'agricultura té una importància cabdal en l'economia d'Antella. El terreny de regadiu està destinat quasi exclusivament a la producció de taronges, mentres que el reduït terreny de secà es dedica a garroferes i oliveres.
Per a regs s'utilitzen aigües de la Séquia Reial del Xúquer, que té presa dins del terme, concretament en l'Assut d'Antella; també hi ha motors per a l'extracció d'aigües subterrànies. La ramaderia és domèstica.

## Política i Govern

### Composició de la Corporació Municipal
El Ple de l'Ajuntament està format per 9 regidors. En les eleccions municipals de 26 de maig de 2019 foren elegits 4 regidors del Partit Socialista del País Valencià (PSPV-PSOE), 3 de Compromís per Antella (Compromís) i 2 del Partit Popular (PP).
| Eleccions municipals de 26 de maig de 2019 - Antella                                                                                         |                                          |                                     |                                     |        |          |          |
| Candidatura | Candidatura                              | Candidatura                         | Cap de llista                       | Vots   | Vots     | Regidors |
| | Partit Socialista del País Valencià-PSOE |                                     | Amparo Estarlich Martorell          | 329    | 41,07%   | 4 (+1)   |
| | Compromís per Antella                    |                                     | Josep Antoni Juan Mateos            | 255    | 31,84%   | 3 (+3)   |
| | Partit Popular                           |                                     | Vicente Benet García                | 200    | 24,97%   | 2 (-2)   |
| | Vots en blanc                            |                                     |                                     | 17     | 2,12%    |          |
| Total vots vàlids i regidors | Total vots vàlids i regidors             | Total vots vàlids i regidors        | Total vots vàlids i regidors        | 801    | 100 %    | 9        |
| | Vots nuls                                | Vots nuls                           | Vots nuls                           | 14     | 1,72%    |          |
| Participació (vots vàlids més nuls) | Participació (vots vàlids més nuls)      | Participació (vots vàlids més nuls) | Participació (vots vàlids més nuls) | 815    | 79,98%** |          |
| Abstenció | Abstenció                                | Abstenció                           | Abstenció                           | 204*   | 20,02%** |          |
| Total cens electoral | Total cens electoral                     | Total cens electoral                | Total cens electoral                | 1.019* | 100 %**  |          |
| Alcaldessa: Amparo Estarlich Martorell (PSPV) (15/06/2019) Per majoria absoluta dels vots dels regidors (7 vots: 4 de PSPV i 3 de Compromís) |                                          |                                     |                                     |        |          |          |
| Fonts: JEC, JEZ Xàtiva, M. Interior, Periòdic Ara. (* No són vots sinó electors. ** Percentatge respecte del cens electoral.)                |                                          |                                     |                                     |        |          |          |

### Alcaldes
Des de 2019 l'alcaldessa d'Antella és Amparo Estarlich Martorell, del Partit Socialista del País Valencià (PSPV-PSOE), qui ja va ser alcaldessa entre 2013 i 2017.
| Període                       | Alcalde o alcaldessa                                      | Partit polític | Data de possessió     | Observacions       |
| ----------------------------- | --------------------------------------------------------- | -------------- | --------------------- | ------------------ |
| 1979–1983                     | Arturo Peris Sales                                        | CID            | 19/04/1979            | --                 |
| 1983–1987                     | José Pardo Calvo                                          | PSPV-PSOE      | 28/05/1983            | --                 |
| 1987–1991                     | José Pardo Calvo                                          | PSPV-PSOE      | 30/06/1987            | --                 |
| 1991–1995                     | Vicente Frigols Lila                                      | ADA            | 15/06/1991            | --                 |
| 1995–1999                     | Jesús Giménez Giménez                                     | PSPV-PSOE      | 17/06/1995            | --                 |
| 1999–2003                     | Jesús Giménez Giménez                                     | PSPV-PSOE      | 03/07/1999            | --                 |
| 2003–2007                     | María Isabel Giménez Candel                               | PP             | 14/06/2003            | --                 |
| 2007–2011                     | María Isabel Giménez Candel                               | PP             | 16/06/2007            | --                 |
| 2011–2015                     | Gustavo José Montagudo Sanchis Amparo Estarlich Martorell | GdA PSPV-PSOE  | 11/6/2011 29/6/2013   | Pacte de Govern -- |
| 2015–2019                     | Amparo Estarlich Martorell Emilia Ortíz Castillo          | PSPV-PSOE GdAU | 13/06/2015 23/06/2017 | Pacte de govern -- |
| 2019-2023                     | Amparo Estarlich Martorell                                | PSPV-PSOE      | 15/06/2019            | --                 |
| Des de 2023                   | n/d                                                       | n/d            | 17/06/2023            | --                 |
| Fonts: Generalitat Valenciana |                                                           |                |                       |                    |

## Monuments

### Monuments religiosos
- Església de la Immaculada Concepció. Data de principis del segle xviii, va ser aixecada sobre el solar d'una antiga mesquita i és d'estil xorigueresc. L'any 1574 l'arquebisbe Joan de Ribera va ordenar que a Antella les misses se celebraren a l'església, és a dir, a la mesquita adaptada, en la qual es va fundar una capellania amb l'advocació de la Puríssima.[13]
- Ermita del Crist de l'Agonia. En la falda de la muntanya de la Creueta al final d'un passeig escalonat i amb capelles del Viacrucis, d'estil gòtic construïdes amb rajoles roges a cara vista en què van col·locar retaules de taulellets amb les estacions, protegits per un marc amb tela metàl·lica.

### Monuments civils

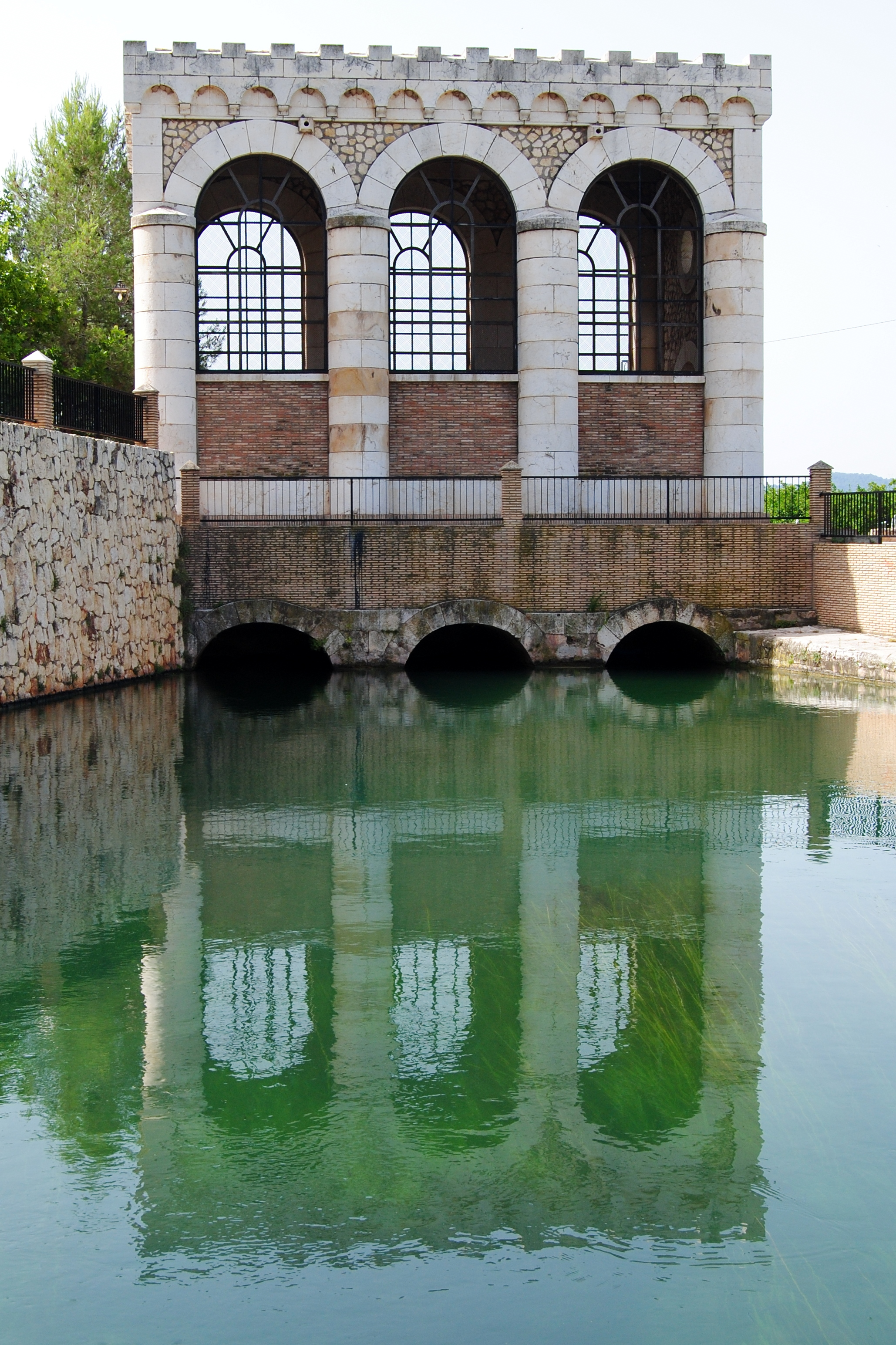
Casa de les Comportes.ext

- Casa de les Comportes. Construïda l'any 1732 per a ubicar en el seu interior les dues comportes les quals en alçar-les deixaven passar l'aigua del riu Xúquer a la Séquia Reial, servint també per a regular el cabal de la séquia. L'any 1781 hi fou afegida una tercera comporta. El duc d'Hijar, Pere d'Alcàntera Fernández, per a regar les seues terres al terme de Sollana havia d'allargar la Séquia Reial fins a Albal, per això, amb aplicació del privilegi concedit per Martí l'Humà a la séquia esmentada, de 16 de gener de 1404, així com el decret de Carles III de data 26 d'agost de 1776, col·locà una nova comporta un poc més gran que les dues que hi havia, i va refer l'esmentada casa. Eixamplà, aprofundí i rectificà el traçat vell de la séquia, reformà l'assut i, allargà la séquia des de la partida de Cotes d'Algemesí fins a les seues terres. El cost total de les obres fou de set milions de quinzets, i no finalitzaren fins a finals de segle. La casa està situada tocant a l'assut, sobre un pont de pedra de tres arcs i amb dues baranes als costats. Dins d'ella hi ha tres comportes de les quals dos pertanyen a la comunitat de regants i són les de l'antic reg, i l'altra un poc major és propietat del Duc de Hijar, cada una d'elles correspon a un arc de l'esmentat pont, són uns grans i grossos taulers de 9 pams de latitud que pujant i baixant per mitjà d'unes espirals col·locades convenientment servixen de dic o contra assut per a aturar i fer retrocedir l'aigua del riu quan es vol llevar a la séquia i per a graduar la quantitat que es desitja deixar entrar. En la part alta de la casa hi ha una espècie de galeria o mirador en què a un pal alt es posa una bandera que servix de senyal als treballadors del camp per a començar i deixar els treballs. Damunt d'una porta d'entrada en una làpida de marbre negre es llig la inscripció següent: "Any 1835, tercer del Regnat d'Isabel II i sent "Baile General" el senyor Antonio González Alborç, es va fer l'obra sòlida de l'assut dels cabals de la Comunitat de Regants de la Real Séquia d'Alzira". Ha sigut reconstruïda totalment respectant en la mesura que es puga la seua estructura anterior a la "riuà" del 1982. La Casa de la Comunitat o de Regants va ser arrasada fins als seus fonaments pel fort corrent de les aigües del riu i no s'ha tornat a edificar, degut, tal vegada, que havia perdut la funció per a la qual havia sigut feta.

- Casa del rei. Este edifici està en la plaça del mateix nom. Des de l'assut es pot arribar pel carrer Pintor Lozano, antic carrer del raval. La plaça es va construir al primer terç del segle xix, perquè els carruatges dels sindics de la séquia pogueren entrar al corral de la casa. La casa, una mansió noble deu este nom a la reialesa de la séquia i era, és, el lloc de reunió dels síndics dels pobles que rega la séquia reial anualment per a les assemblees de la séquia.

- Torre àrab. La torre d'Antella és l'últim vestigi històric de què va ser el castell-casa pairal del Senyor Territorial d'Antella i es va alçar en el centre de tota l'edificació. La torre és d'estil mudèjar i forma rectangular, i no té el talús com és habitual en este tipus de construccions per a la seua millor sustentació, perquè esta torre es va construir reduint la grossària de les seues parets per la part interior, amb la qual cosa resulta que a mesura que es puja als pisos superiors, estos tenen una major superfície interior. Al segle xix va ser utilitzada com a presó.

## Llocs d'interés

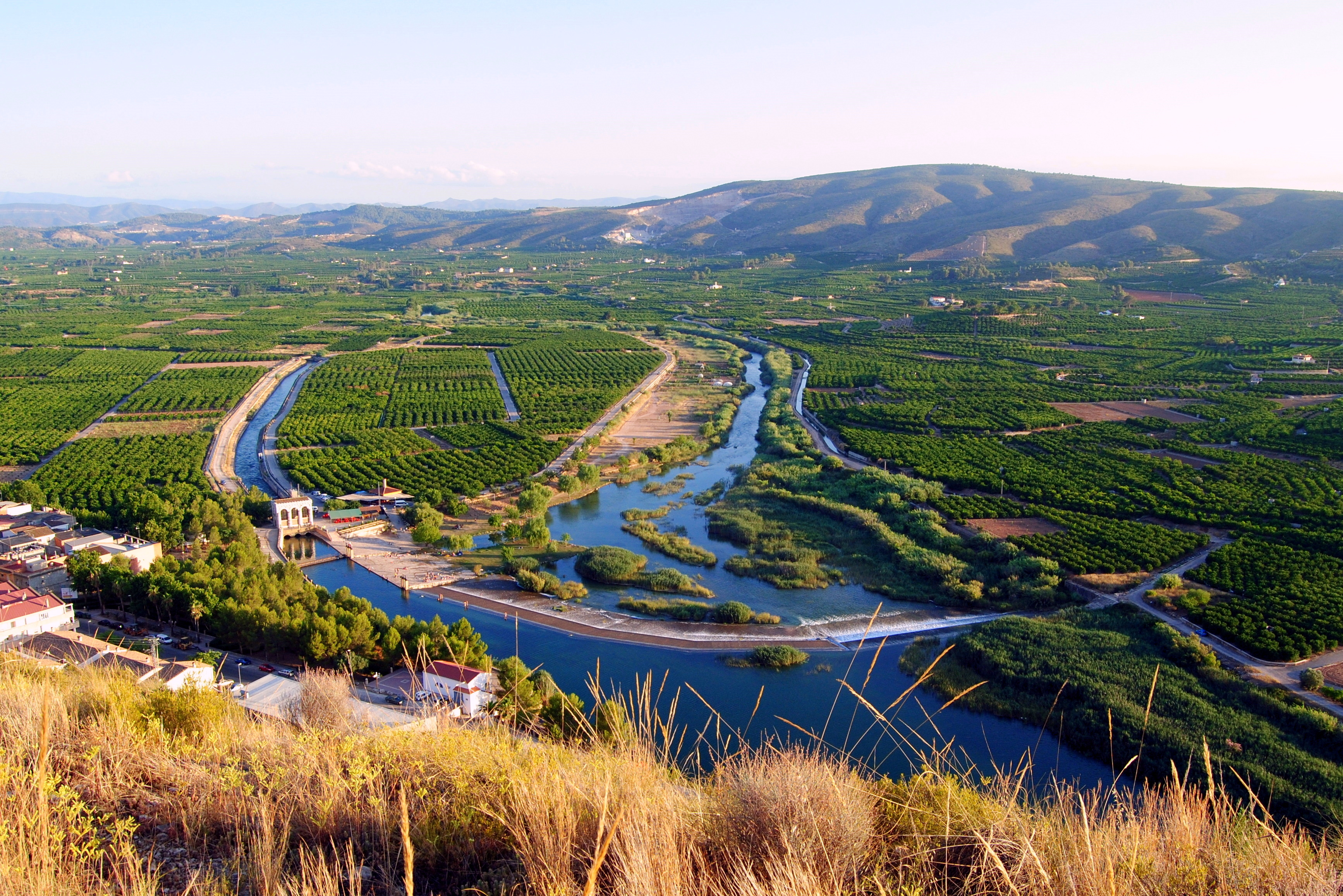
Assut d'Antella.ext

- L'Assut d'Antella. La peça fonamental de la infraestructura hidràulica de la Séquia Reial del Xúquer, és a més de la mateixa séquia, l'assut d'Antella, que servix com a presa per a derivar part de les aigües del riu a la Séquia. I les aigües sobrants continuen el seu curs sobreeixint-ho en el seu primer tram o bé deixades eixir pels "portells". Començaria a construir-se als voltants de l'any 1258 i finalitzaria cap a 1269.[14]

## Festes i celebracions
- Festes majors. Tradicionalment se celebraven els dies 8 i 9 de desembre en honor de la Puríssima Concepció i el Santíssim Crist del Calvari; però a causa del mal oratge hivernal, a partir de 1977 es varen traslladar a les dates estiuenques del 6 i 7 d'agost.

- La Salpassa. Era un acte tradicional que se celebrava en la Setmana Santa, i consistia en el fet que el rector, el dia de dimecres Sant visitava totes les cases del poble per a beneir-les portant un crucifix i replegar els donatius. Al capellà li acompanyaven l'escolania i tota la població infantil, que portava unes maces de fusta, amb les quals pegava colps al terra, alhora que pegaven crits parafrasejant estrofes com la que deia: «Ous a la pallissa; Ous al ponedor; A pegar-li garrotades; al senyor capellà», produint un fort soroll i algaravia que omplia d'alegria als menuts i d'alegria als majors. El colpeig de les maces a terra tenia com a objectiu matar el diable, els jueus i els donyets o esperits malignes.
- La Maerà. Festa que rememora l'ofici dels ganxers i el transport fluvial de fusta, una tradició que durant més de 800 anys s'ha dut a terme al Xúquer i el seu afluent el Cabriol, entre altres rius valencians. Es tracta d'una activitat mil·lenària recuperada l'any 2012, amb motiu de la Trobada de Centres d'Ensenyament en Valencià de la Ribera que es va dur a terme en Antella. Des de llavors, la baixada de fusta pel Xúquer se celebra anualment l'últim dissabte del mes de juliol. Durant la maerà (pronúncia popular de 'maderada') els ganxers membres de l'Associació Cultural de Maeros del Xúquer, entitat sense ànim de lucre organitzadora de l'esdeveniment, són els encarregats de conduir entre 4 i 8 tones de troncs fins al paratge de l'Assut d'Antella. Ho fan mitjançant el sistema de flotació de peces soltes per un recorregut fluvial d'uns dos quilòmetres i amb l'única ajuda d'una llarga vara de fusta proveïda en un extrem d'una punta de ferro i un garfi. A la seua arribada a l'Assut, ordenada construir per Jaume I amb la indicació expressa de deixar una comporta que permetera el pas dels troncs procedents de la regió muntanyenca de Conca fins al Mediterrani, la fusta és extreta de l'aigua pels maeros i maeres amb l'ajuda de força animal.